# Capo di Bove

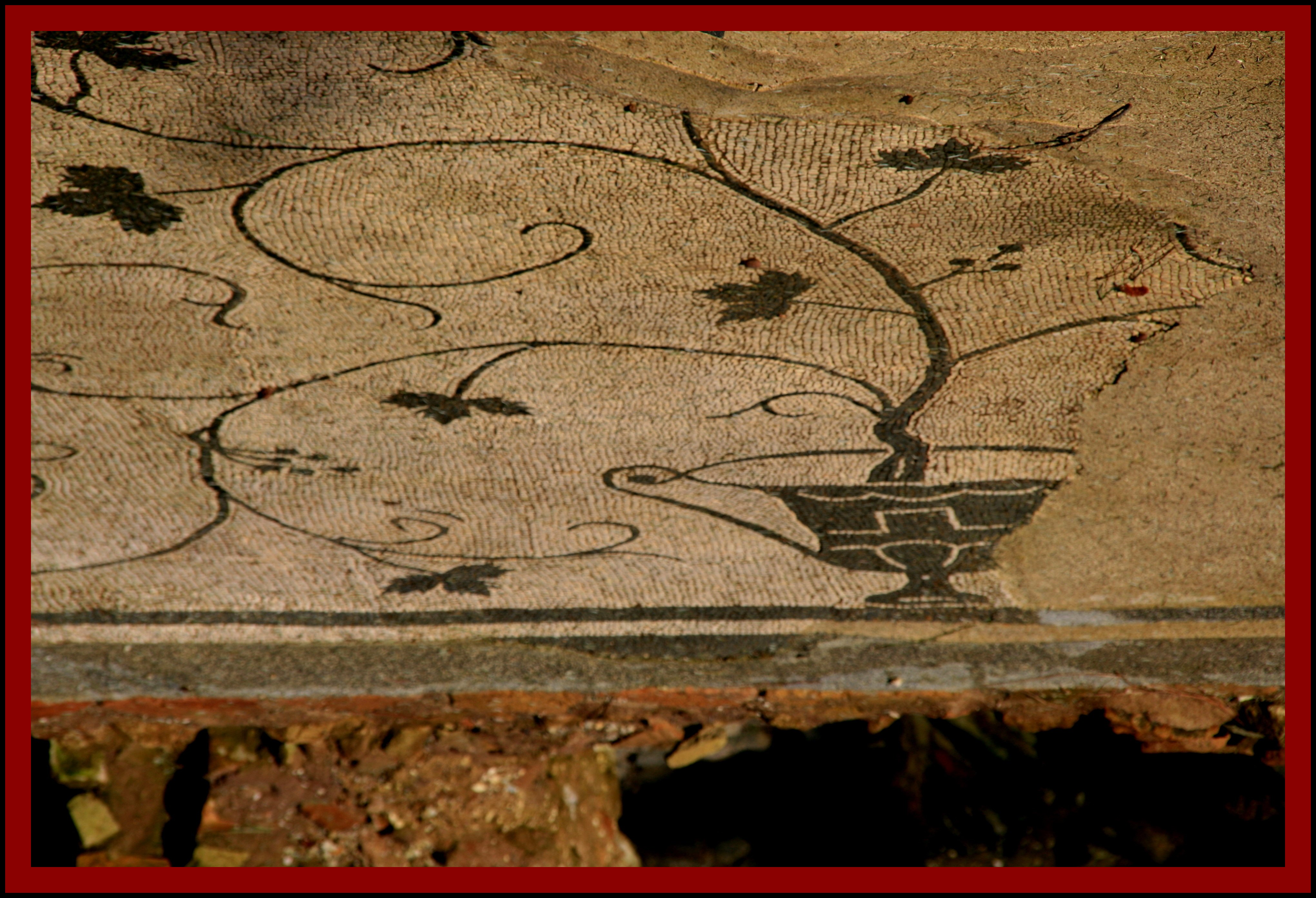
Mosaici delle terme di Capo di Bove.

Capo di Bove è un sito archeologico sulla via Appia Antica, che dista circa 500 metri dal Mausoleo di Cecilia Metella. Esso contiene le terme di una vasta proprietà terriera appartenuta nel II secolo probabilmente ad Erode Attico e a sua moglie Annia Regilla.

## Storia
Precedentemente di proprietà privata, la proprietà che si trova al nº 222 sulla via Appia Antica, è stata acquisita dal governo italiano nel 2002. L'area delle terme ha probabilmente mantenuto un uso agricolo fino al secondo dopoguerra momento in cui è avvenuta la trasformazione del casale in struttura residenziale. L'origine del nome dato al sito risale al Medioevo, quando la zona faceva parte della tenuta di Capo di Bove, (toponimo derivato dalle decorazioni con festoni di fiori e frutta che ornano il fregio sulla sommità del sepolcro di Cecilia Metella). La tenuta venne acquistata nel 1302 dal cardinale Francesco Caetani, nipote di Papa Bonifacio VIII, insieme al casale di Capo di Vacca presso il quale costruì un castrum a ridosso del mausoleo di Cecilia Metella. Nel XVII secolo l'area era di proprietà dell'Ospedale del Ss. Salvatore ad Sancta Sanctorum, mentre nel XIX secolo fu sotto il controllo del monastero presso la Basilica di San Paolo fuori le Mura.

## Descrizione

### Le Terme
Gli scavi, che possono essere visitati tutti i giorni gratuitamente, hanno rivelato dei bagni termali risalenti alla metà del II secolo. Questi bagni sono stati utilizzati almeno fino al IV secolo e sono stati quasi certamente ad uso privato. Iscrizioni greche trovate nel sito ci ricordano le origini greche di Erode Attico. Sono presenti diversi mosaici ben conservati e l'alta qualità dei materiali da costruzione utilizzati suggeriscono un ambiente molto elegante con le solite camere che si trovano nelle terme romane, vale a dire un calidarium (bagno caldo), un tepidarium (bagno tiepido) e un frigidarium (bagno freddo). L'acqua necessaria al suo funzionamento era fornita da due grandi cisterne.

### Il casale
Il sito comprende anche un casale, costruito sulla cisterna romana, trasformato dal precedente proprietario, tra il 1943 e il 1945, in una villa, e infine acquisito nel 2002 dal Ministero dei Beni Culturali. L'edificio incorpora numerose rovine romane nelle pareti, compresi pezzi di tubi dei bagni che sono murati in alcune delle finestre, è sede del punto informativo dell'area archeologica, di esposizioni ed eventi culturali e, dal 2008, dell'Archivio Antonio Cederna.

## Mostre Temporanee
Un Atlante di arte nuova. Emilio Villa e l’Appia Antica, a cura di Nunzio Giustozzi (26 giugno 2021 - 26 settembre 2021).